# 真静乡
真静乡是中国四川省武胜县下辖乡，位于武胜县南部，西临嘉陵江，与清平隔江相望，东、南、北与中心、以及重庆市合川区钱塘等镇为邻。面积18.4平方公里，人口13665人（2000年），乡人民政府驻真静寺。

## 历史沿革
清属恩永里街子坝；清光绪年间分出，因场内有真静寺而得名；民国废场设真静乡。

## 行政区划
真静乡下辖以下地区：
真静村、观滩村、银子堡村、深水井村、龙堡山村、书岩村、大桥村、金炉村和海钟村。

## 教育
真静初中、真静小学和村小9所。

## 名胜古迹
乡境书岩村有真静书岩石文书刻，为县级文物保护单位。